# Glyptorhagada euglypta
Glyptorhagada euglypta é uma espécie de gastrópode  da família Camaenidae.
É endémica da Austrália.